# Woldemar August von Löwendahl
Ulrik Frederik Valdemar baron Løvendal, auch Woldemar Freiherr von Löwendahl, (ur. 1660 - zm. 1740) – saski polityk i wojskowy. Pochodził z dzisiejszej Estonii. Służył w wojsku saskim. Zmarł w 1740 roku w Warszawie jako marszałek armii saskiej i minister gabinetu Elektoratu Saksonii. Jego najstarszy syn, Woldemar jr. również był saskim wojskowym. 
Löwendahl był pierwszym ministrem Elektoratu Saksonii w latach 1707 - 1711. W listopadzie 1707 roku przybył z Hamburga do Drezna, gdzie Anna Konstancja Cosel i jem mąż Adolf Magnus Hoym wsparli jego karierę, także wkrótce został on ministrem finansów w Tajnym Gabinecie - czwartym obok Pflugka, Flemminga i Hoyma ministrem tego gabinetu.
W listopadzie 1708 roku Jakub Henryk Flemming i Löwendahl udali się do Lipska na spotkanie z królem Danii Fryderykiem IV udającym się pod przybranym nazwiskiem hrabiego Oldenburg do Wenecji
Jego pierwszą żoną była Dorota Małgorzata Brockdorff (ur. 1672, zm. 20.VIII.1706). 29 stycznia 1709 ożenił się powtórnie z Benedykta Małgorzatą Rantzau (1683-1776).
25 października odbył się chrzest hrabianki Fryderyki Aleksandry Cosel, córki Anny Konstancji, której rodzicami chrzestnymi zostają: Anna Małgorzata Brockdorff, baron Löwendahl i w imieniu stanów saskich Hans Löser.
7 maja 1712 roku, August II Mocny za wstawiennictwem Anny Cosel uczynił Löwendahla wielkim marszałkiem dworu (Oberhofmarschall). Jednak jeszcze w maju 1712 przeszedł na stronę partii Flemminga walczącej z wpływem Cosel na Augusta. w kwietniu 1713 roku Löwendahl wydał polecenie ocenzurowania korespondencji hrabiny Cosel, znajdującej się już w niełasce Augusta. Do niego kierowała odtąd swoje skargi, o których miał usłyszeć król.
W 1721 został kawalerem Orderu Orła Białego. 